# Музейна сбирка „Васил и Атанас Атанасови“
Музейната сбирка „Васил и Атанас Атанасови“ е обект на Регионалния исторически музей в Ловеч.

## Създаване
След реконструкция по Програма „Красива България“ сградата на закритото ОУ „Любен Каравелов“ в гр. Ловеч е превърната в музей. Експозицията се състои от Музейната сбирка „Васил и Атанас Атанасови“ (минерали и минерални суровини), Музейна сбирка „Радиоапарати“, Зала „Експериментална археология“ и „Лапидариум“.

### Музейна сбирка „Васил и Атанас Атанасови“
Сбирката е дарение от доцент д-р Васил Атанасов – дългогодишен преподавател в Минно-геоложкия университет, София.
Атанасов над 50 години събира образци от минерали и минерални суровини. Открива новия минерал балканит - сребърно-меден живачен сулфид - който е признат в целия свят. Дарява сбирката си на Регионалния исторически музей.
В сбирката са изложени около 1500 минерални образци от България и чужбина. Обособена е в самостоятелна зала. Всеки минерал е положен върху специално направени постаменти.

### Музейна сбирка „Радиоапарати“
Регионалният исторически музей съхранява във фондовете си над 200 бр. лампови радиоапарати, които са притежание на жителите от Ловешко. Изключително богата колекция от радиоапарати е предоставена от ловчалията инженер Кирил Петров.
В експозицията са представени част от тях, като акцентът е поставен върху произведените между 1930-те и 1950–те години радиоапарати. Познати в цял свят са марките: „Телефункен“, „Блаупункт“, „Саба“, „Сименс“, „Лоренц“, „Филипс“, „Тесла“ и др. Най-старият от тях е батерийният радиоприемник марка „Льове“ тип Н23Н, произведен в Берлин преди 1930 г. Отделя се място и на по-малко застъпените в България апарати на американските фирми: „Дъглъс“, „Емерсон“ и „Пилот“.
Специален раздел е посветен на произведените в България марки апарати: „Херц“, „Юнион“, „Норд Вест“, „Адмирал“, „Уро“, „Тулан“, „Адмирал Савоя“, произведени преди 1944 г. Изключителен интерес предизвиква представянето на ръчно сглобени радиоапарати (т. нар. самоделки), както и запознаването на посетителите с устройството на ламповите апарати.
В експозицията са представени и първите български учебни помагала за радиолюбители, издадени през 1920 и 1930-те години. Посетителят може да се запознае с кратки биографични данни за пионерите в тази област: Хайнрих Херц, Никола Тесла, Александър Попов и др., както и основни факти за началото на радиоразпръскването в България.

### Зала „Експериментална археология“
Експониран е стратиграфски профил и уникални находки от Деветашката пещера.
Учебната зала по археология предлага образователни програми за ученици: уроци, лекции, дискусии, достъп до специализирана литература, възможност за пряк достъп до експонати и участие в изработването на сечива, съдове и фигурки от глина.
Направена е възстановка на интериор от праисторическо жилище с възможност за работа на вертикален тъкачен стан, смилане на зърно с хромел, демонстрации на запалване на огън с помощта на дървен свредел и др.

### „Лапидариум“
Eкспонирани са находки от римски произход намерени в Ловеч и Ловчанско.